# United States Third Fleet

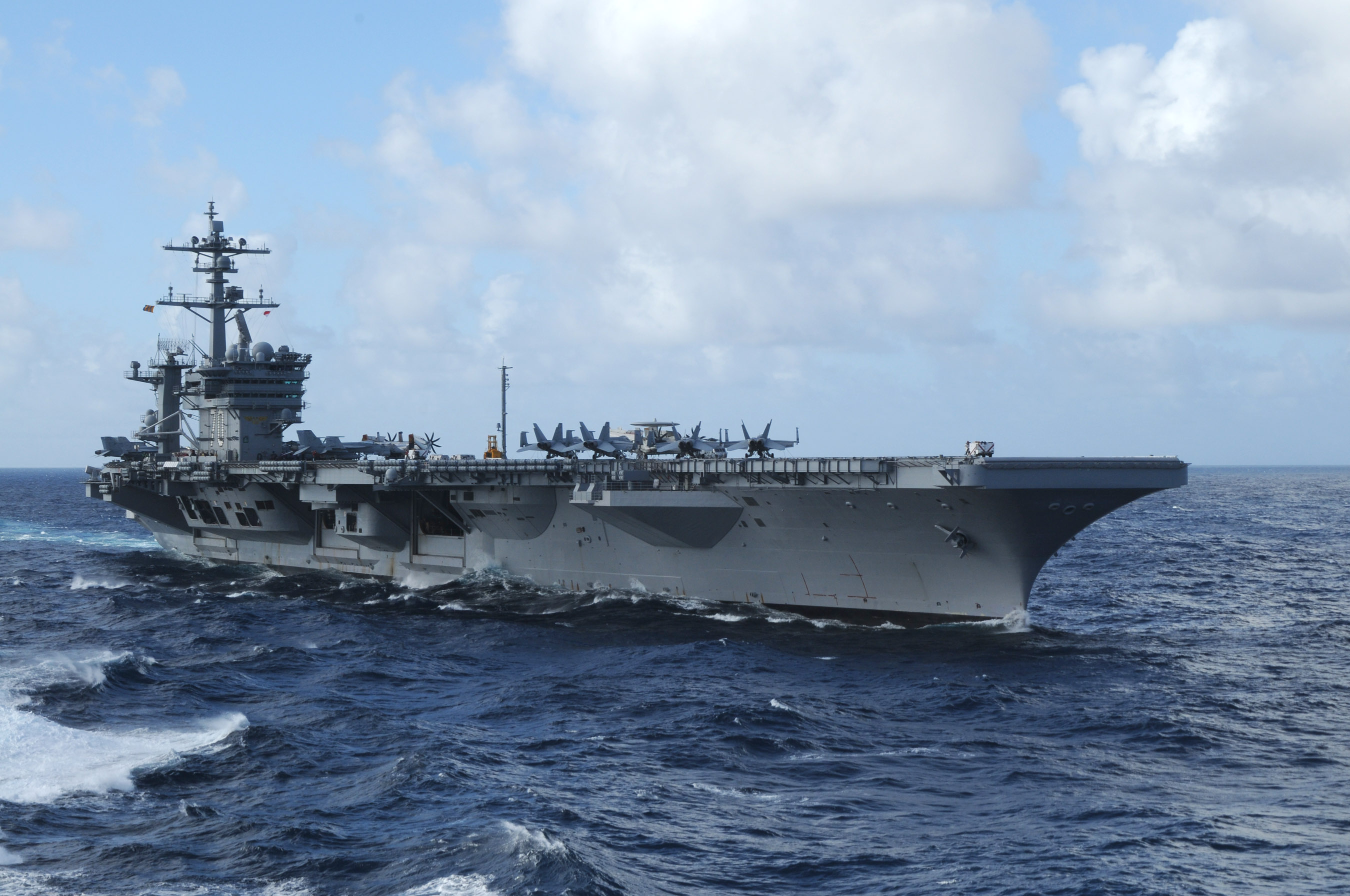
USS Carl Vinson (CVN-70)

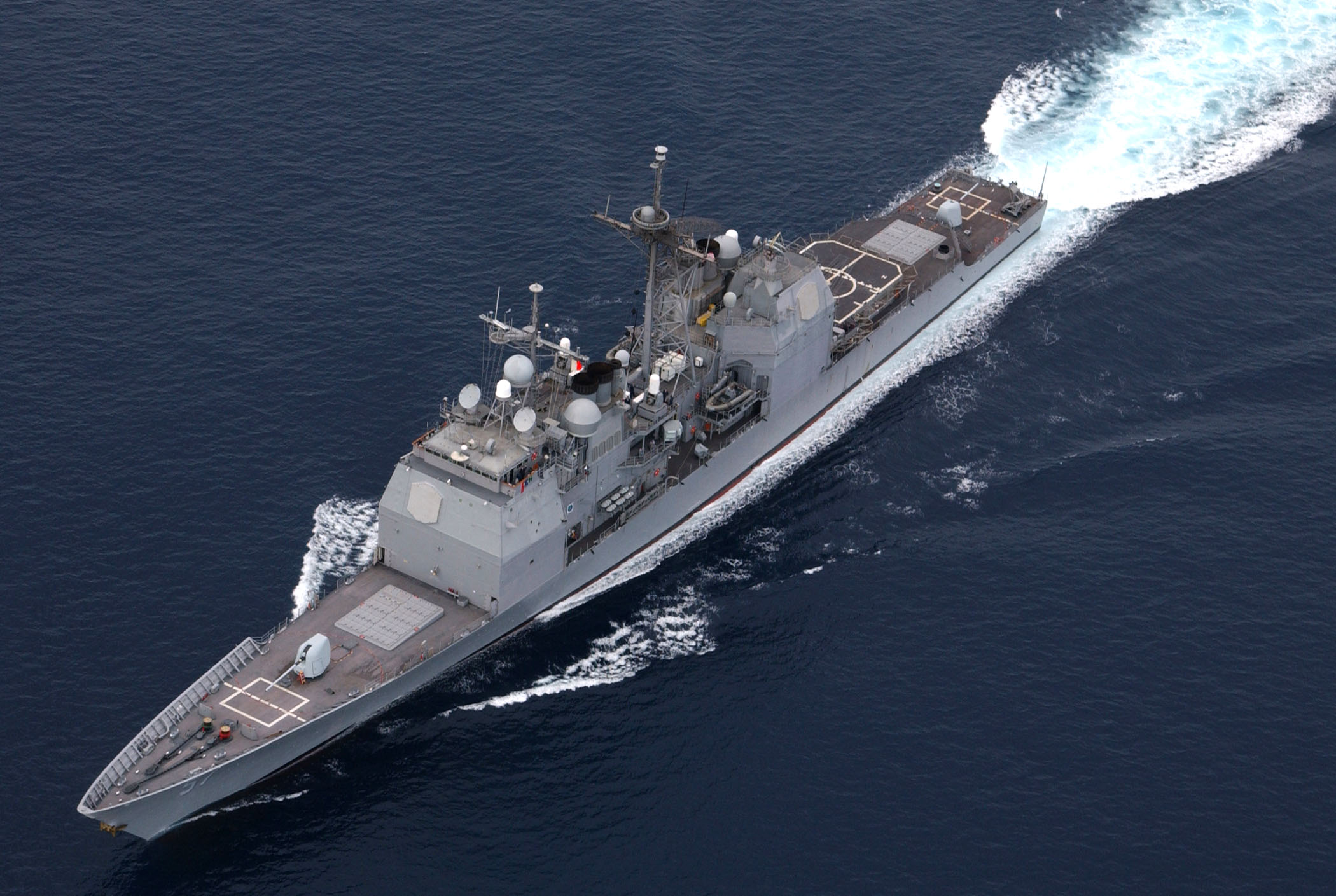
USS Lake Champlain (CG-57)

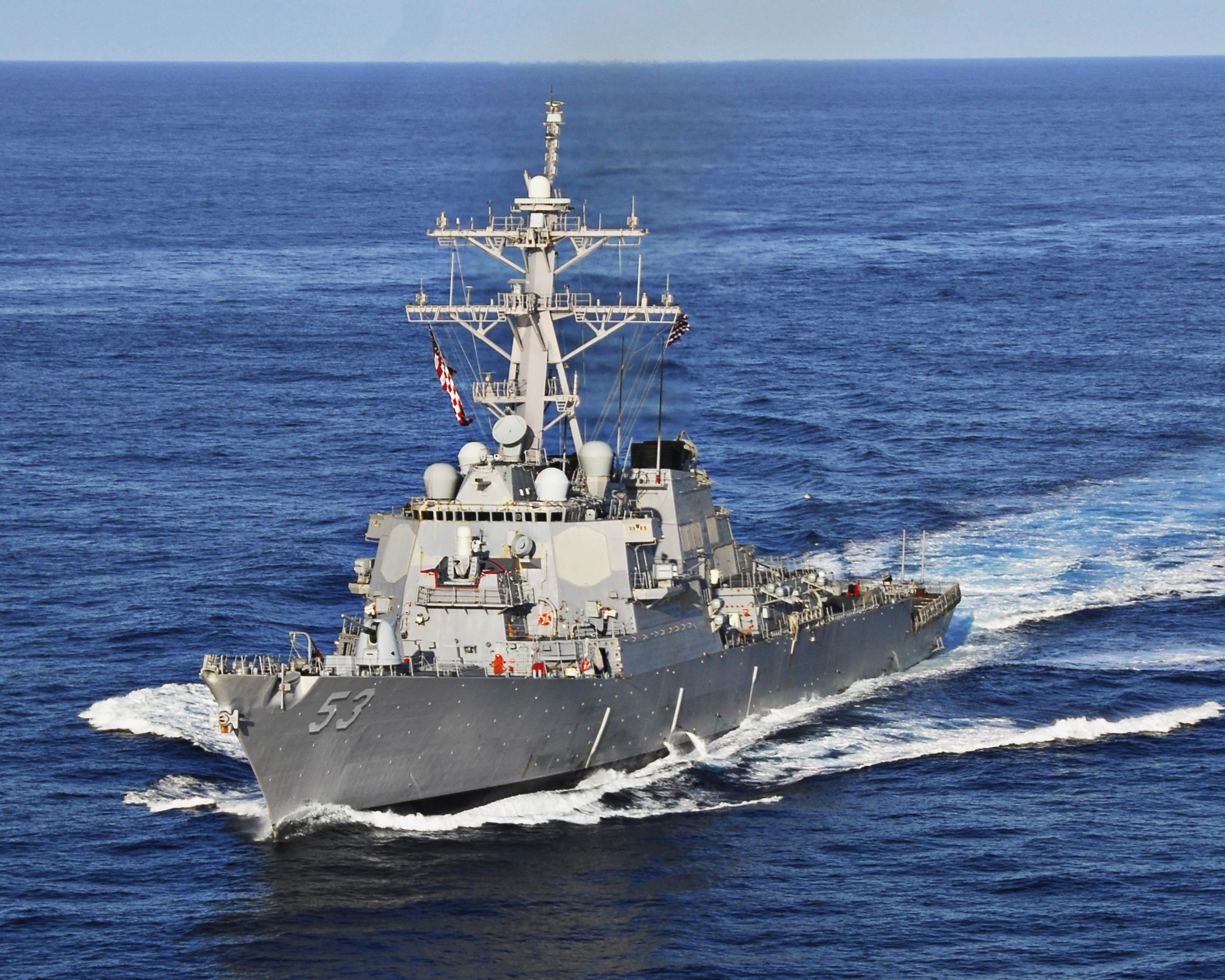
USS John Paul Jones (DDG-53)

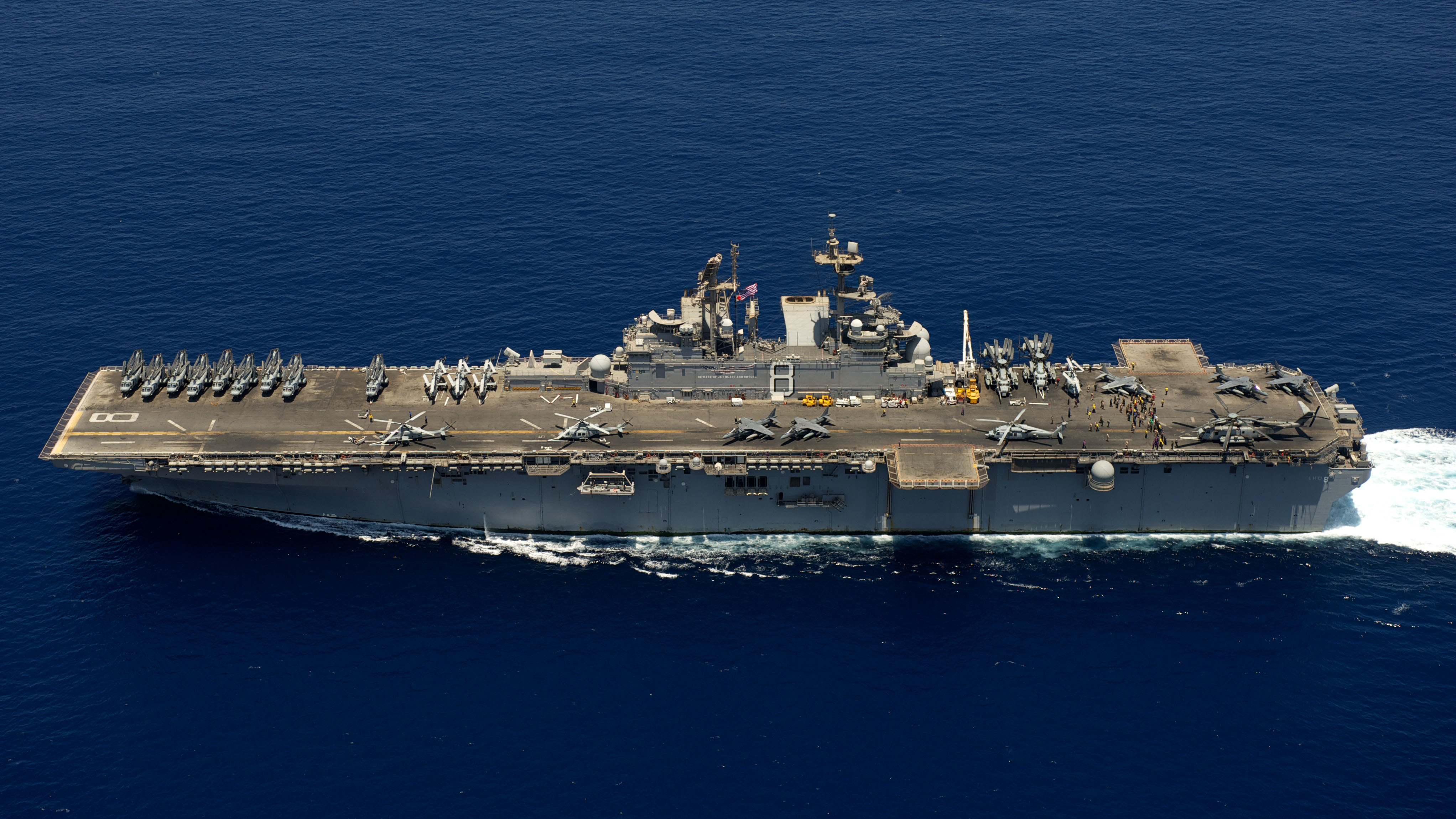
USS Makin Island (LHD-8)

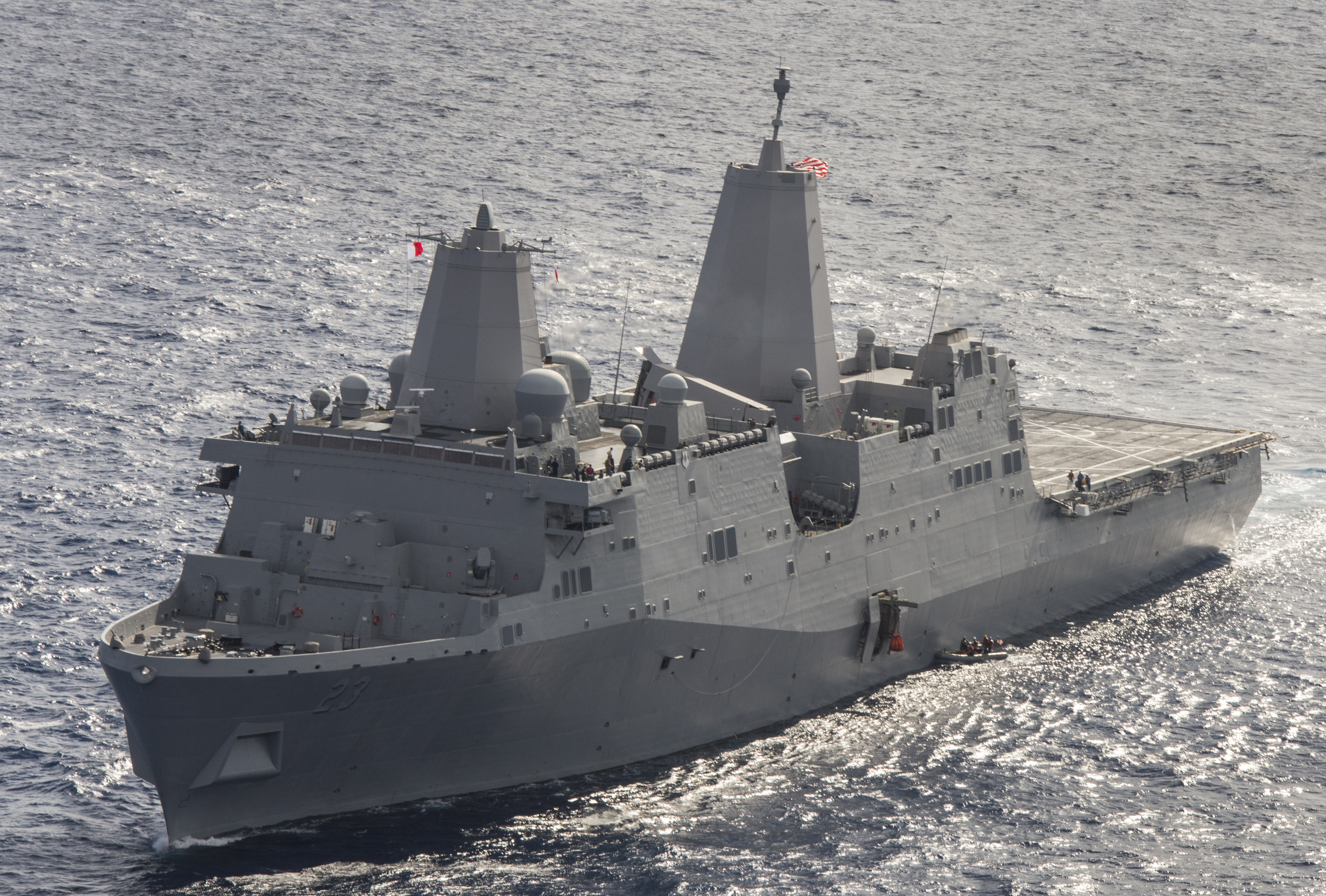
USS Anchorage (LPD-23)

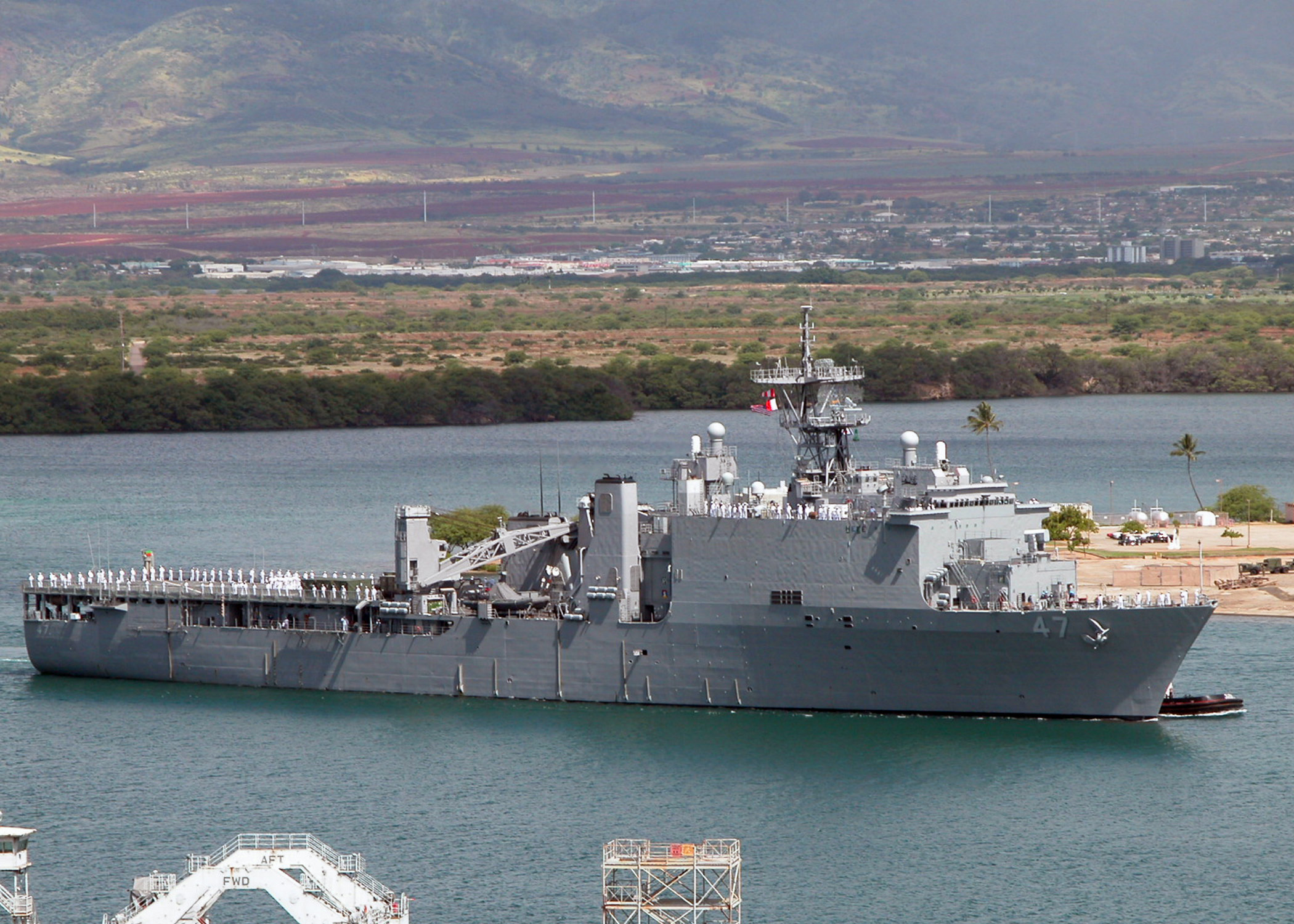
USS Rushmore (LSD-47)

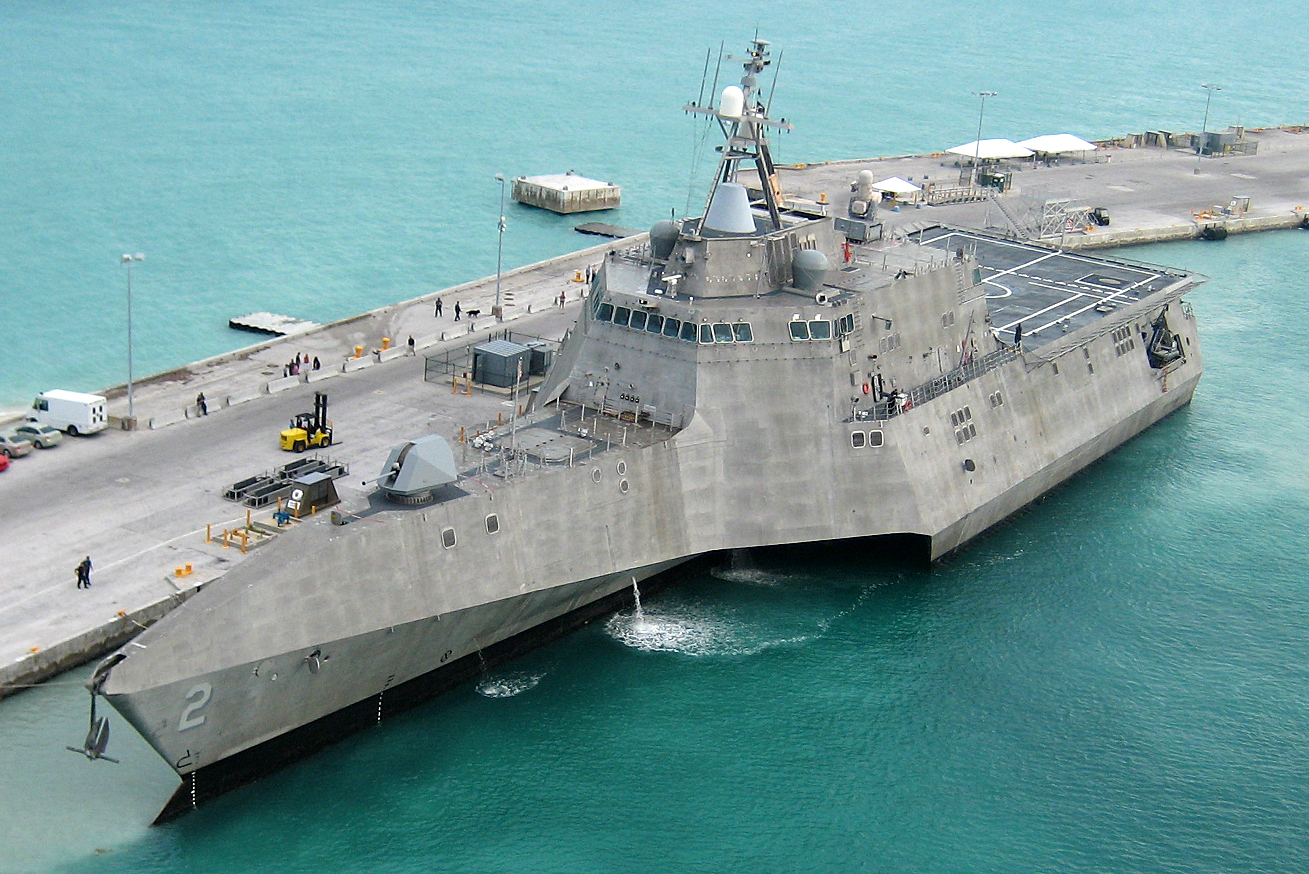
USS Independence (LCS-2)

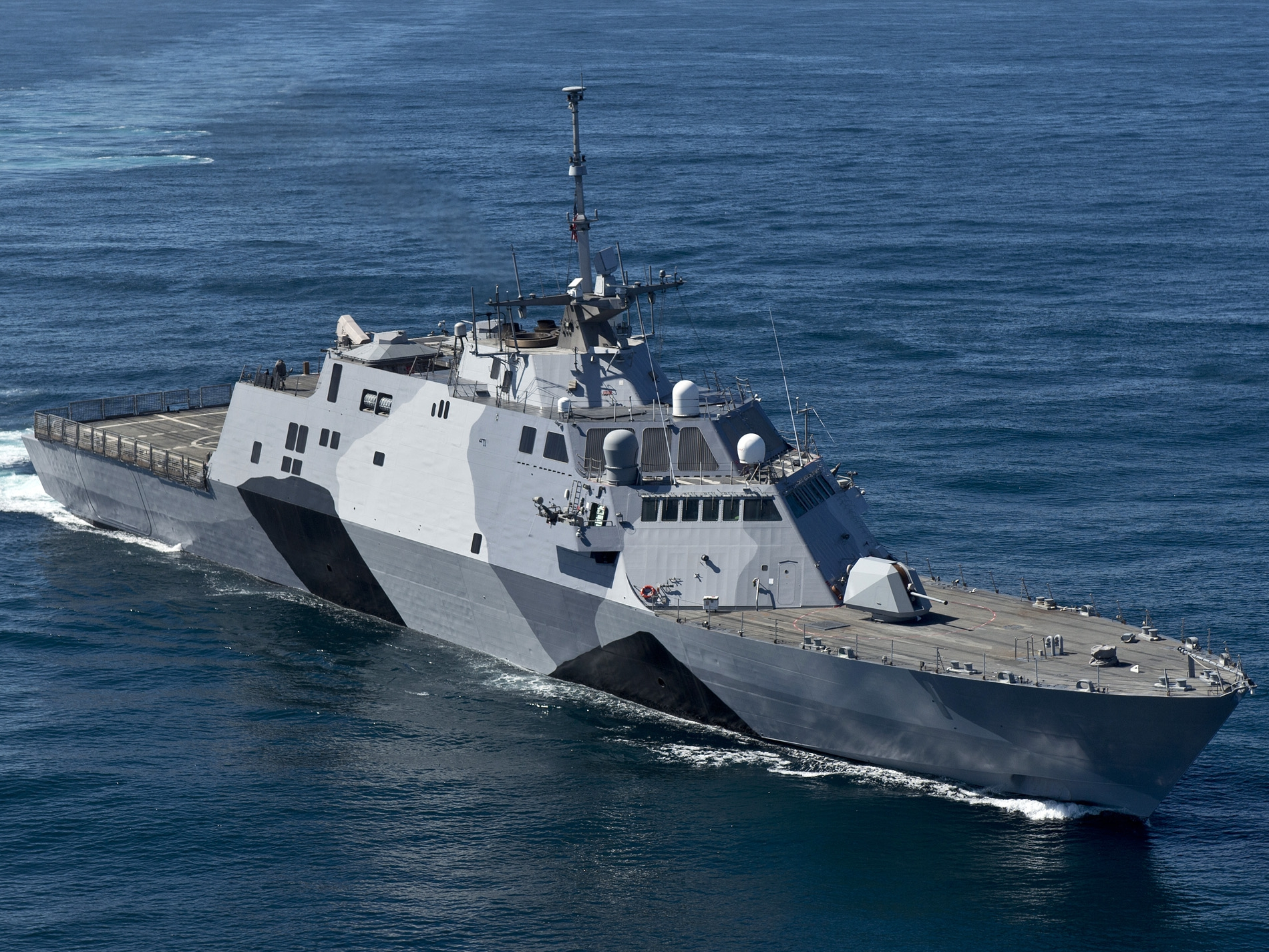
USS Freedom (LCS-1)

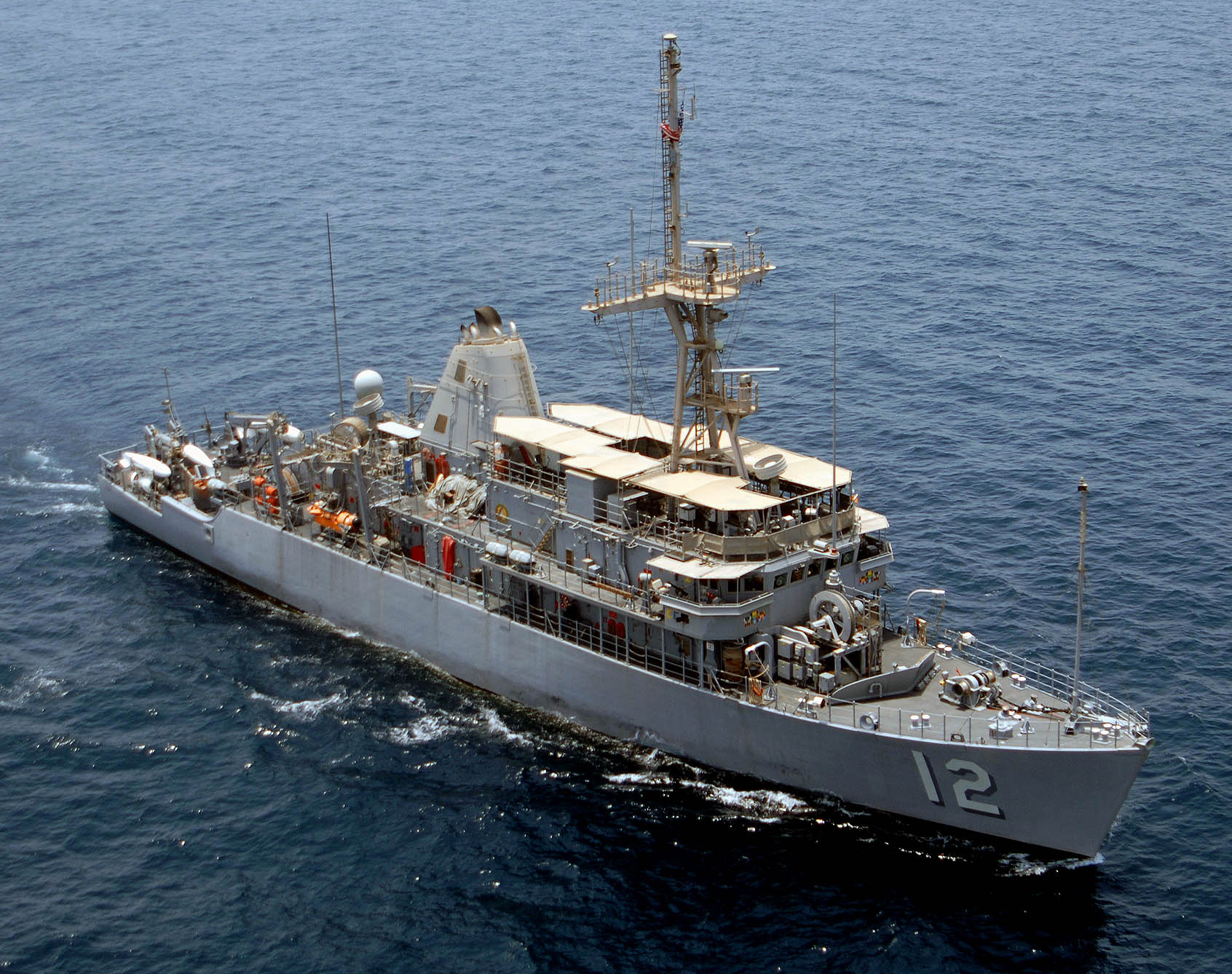
USS Ardent (MCM-12)

La Terza Flotta degli Stati Uniti è un comando della Flotta del Pacifico dell'U.S. Navy, responsabile di tutte le sue unità navali di superficie, sottomarine e forze aeree navali dislocate nell'Oceano Pacifico orientale.

## Missione
La Terza flotta ha il compito di pianificare ed eseguire tutte le operazioni navali dell'U.S. Navy nel Pacifico orientale, provvedere alla difesa delle acque territoriali americane, alla sicurezza regionale e a sostenere tutte le operazioni umanitarie nella regione.

## Storia
La Terza flotta fu costituita il 15 marzo 1943, durante la Seconda Guerra Mondiale, sotto il comando dell'Ammiraglio William Halsey. Il suo quartier generale venne stabilito a Pearl Harbor il 15 giugno 1944. La flotta operò nell'Oceano Pacifico sud-occidentale, tra le Isole Salomone, le Filippine, Taiwan, Okinawa e le Ryūkyū. In seguito fu in grado di lanciare attacchi anche verso Tokyo e il territorio metropolitano giapponese. I documenti della resa giapponese furono firmati a bordo della USS Missouri, in quel periodo nave ammiraglia della flotta. Terminata la guerra le navi fecero ritorno verso i porti delle coste occidentali degli Stati Uniti, e l'unità fu messa in riserva e successivamente dismessa.
Il 1º febbraio 1973, in seguito alla riorganizzazione della flotta del pacifico, la Terza Flotta fu nuovamente ricostituita come flotta attiva e assunse i compiti della precedente prima flotta e della flotta della guerra sottomarina del pacifico. Nel 1986, il comandante trasferì il suo quartier generale da una base terrestre a bordo della nave USS Coronado, per la prima volta nella U.S. Navy dalla fine della Seconda Guerra mondiale. Dopo 17 anni, il quartier generale fu nuovamente trasferito a San Diego, dove attualmente risiede.

## Organizzazione
I seguenti comandi subordinati operativi sono, a ottobre 2024, sotto il suo controllo:

### Naval Surface Forces U.S. Pacific Fleet - Base San Diego, California
- Surface Development Squadron 1 - Base San Diego, California
  -  USS Zumwalt (DDG-1000)
  -  USS Michael Monsoor (DDG-1001)
- Unmanned Surface Vessel Division 1 - Base Port Hueneme, California
  - USS Nomad (OUSV-1)
  - USS Ranger (OUSV-2)
  - USS Vanguard (OUSV-3)
  - USS Mariner (OUSV-4)
- Naval Surface Group Southwest (COMNAVSURFGRU SOUTHWEST)
  -  USS Princeton (CG-59)
  -  USS Lake Erie (CG-70)
  -  USS Jack H. Lucas (DDG-125)

### Carrier Strike Group 1 (COMCARSTRKGRU one) - Base San Diego, California
- USS Carl Vinson (CVN-70)[4].
- Destroyer Squadron 1 (COMDESRON one) - Base San Diego, California
  -  USS Hopper (DDG-70)
  -  USS Mustin (DDG-89)
  -  USS Kidd (DDG-100)
  -  USS Sterett (DDG-104)
  -  USS William P Lawrence (DDG-110)
  -  USS Lenah Sutcliffe Higbee (DDG-123)
- Carrier Air Wing Two (CVW-2), codice NE. Imbarcato sulla USS Carl Vinson.

| Squadron     | Insegna | Aereo impiegato               | Numero | Profilo CAG | Profilo |
| ------------ | ------- | ----------------------------- | ------ | ----------- | ------- |
| VFA-2        |         | F/A-18F Super Hornet          | 11     |             |         |
| VFA-113      |         | F/A-18E Super Hornet          | 11     |             |         |
| VFA-192      |         | F/A-18E Super Hornet          | 11     |             |         |
| VFA-97       |         | F-35C Lightning II            | 12     |             |         |
| VAQ-136      |         | Boeing E/A-18G Growler        | 5      |             |         |
| VAW-113      |         | Northrop Grumman E-2C Hawkeye | 5      |             |         |
| VRM-30 Det.1 |         | Bell Boeing CMV-22B Osprey    | 3      |             |         |
| HSC-4        |         | Sikorsky MH-60S Seahawk       | 9      |             |         |
| HSM-78       |         | Sikorsky MH-60R Seahawk       | 10     |             |         |

### Carrier Strike Group 3 (COMCARSTRKGRU three) - Base San Diego, California
- USS Abraham Lincoln (CVN-72)
- Destroyer Squadron 21 (COMDESRON two one) - Base San Diego, California
  -  USS Fitzgerald (DDG-62)
  -  USS O'Kane (DDG-77)
  -  USS Pinckney (DDG-91)
  -  USS Stockdale (DDG-106)
  -  USS Spruance (DDG-111)
- Carrier Air Wing Nine (CVW-9), codice NG. Imbarcato sulla USS Abraham Lincoln.

| Squadron     | Insegna | Aereo impiegato               | Numero | Profilo CAG | Profilo |
| ------------ | ------- | ----------------------------- | ------ | ----------- | ------- |
| VFA-41       |         | F/A-18F Super Hornet          | 11     |             |         |
| VFA-14       |         | F/A-18E Super Hornet          | 11     |             |         |
| VMFA-314     |         | F-35C Lightning II            | 10     |             |         |
| VFA-151      |         | F/A-18E Super Hornet          | 11     |             |         |
| VAQ-133      |         | Boeing E/A-18G Growler        | 5      |             |         |
| VAW-117      |         | Northrop Grumman E-2C Hawkeye | 5      |             |         |
| VRM-30 Det.2 |         | Bell Boeing CMV-22B Osprey    | 3      |             |         |
| HSC-14       |         | Sikorsky MH-60S Seahawk       | 9      |             |         |
| HSM-71       |         | Sikorsky MH-60R Seahawk       | 10     |             |         |

### Carrier Strike Group 9 (COMCARSTRKGRU nine) - Base San Diego, California
- USS Theodore Roosevelt (CVN-71)[5]
- Destroyer Squadron 23 (COMDESRON two three) - Base San Diego, California
  -  USS John S McCain (DDG-56)
  -  USS Russell (DDG-59)
  -  USS Chaffee (DDG-90)

- Carrier Air Wing eleven (CVW-11), codice NH. Imbarcato sulla USS Theodore Roosevelt.

| Squadron    | Insegna | Aereo impiegato               | Numero | Profilo CAG | Profilo |
| ----------- | ------- | ----------------------------- | ------ | ----------- | ------- |
| VFA-154     |         | F/A-18F Super Hornet          | 11     |             |         |
| VFA-211     |         | F/A-18E Super Hornet          | 11     |             |         |
| VFA-86      |         | F-35C Lightning II            | 12     |             |         |
| VFA-25      |         | F/A-18E Super Hornet          | 11     |             |         |
| VAQ-137     |         | Boeing E/A-18G Growler        | 5      |             |         |
| VAW-115     |         | Northrop Grumman E-2C Hawkeye | 5      |             |         |
| VRC-30 Det. |         | Grumman C-2 Greyhound         | 2      |             |         |
| HSC-8       |         | Sikorsky MH-60S Seahawk       | 9      |             |         |
| HSM-75      |         | Sikorsky MH-60R Seahawk       | 10     |             |         |

### Carrier Strike Group 11 (COMCARSTRKGRU eleven) - Base Everett, Washington
- USS Nimitz (CVN-68).[6]
- USS Chosin (CG-65)
- Destroyer Squadron 9 (COMDESRON nine) - Base Everett, Washington
  -  USS Curtis Wilbur (DDG-54)
  -  USS John Paul Jones (DDG-53)
  -  USS Paul Hamilton (DDG-60)
  -  USS Stethem (DDG-63)
  -  USS Gridley (DDG-101)
  -  USS Sampson (DDG-102)
- Carrier Air Wing seventeen (CVW-17), codice NA. Imbarcato sulla USS Nimitz.

| Squadron     | Insegna | Aereo impiegato               | Numero | Profilo CAG | Profilo |
| ------------ | ------- | ----------------------------- | ------ | ----------- | ------- |
| VFA-22       |         | F/A-18F Super Hornet          | 11     |             |         |
| VFA-94       |         | F/A-18F Super Hornet          | 11     |             |         |
| VFA-137      |         | F/A-18E Super Hornet          | 11     |             |         |
| VFA-146      |         | F/A-18E Super Hornet          | 12     |             |         |
| VAQ-139      |         | Boeing E/A-18G Growler        | 5      |             |         |
| VAW-116      |         | Northrop Grumman E-2C Hawkeye | 5      |             |         |
| VRC-30 Det.1 |         | Grumman C-2 Greyhound         | 2      |             |         |
| HSC-6        |         | Sikorsky MH-60S Seahawk       | 9      |             |         |
| HSM-73       |         | Sikorsky MH-60R Seahawk       | 10     |             |         |

### NAVAL SURFACE GROUP MIDDLE PACIFIC - Base Pearl Harbor, Hawaii
- Destroyer Squadron 31 (COMDESRON three one)
  -  USS Barry (DDG-52)
  -  USS Decatur (DDG-73)
  -  USS Momsen (DDG-92)
  -  USS Chung Hoon (DDG-93)
  -  USS Halsey (DDG-97)
  -  USS Wayne E. Meyer (DDG-108)
  -  USS Michael Murphy (DDG-112)
  -  USS Daniel Inouye (DDG-118)
  -  USS Carl M. Levin (DDG-120)
  -  USS Frank E. Petersen Jr (DDG-121)

### Mine Countermeasures Division 3 (COMCMDIV three) - Base San Diego, California
- Mine Countermeasures Squadron 3 (COMCMRON three) - Base San Diego, California
  - USS Ardent (MCM-12)
  - USS Champion (MCM-4)
  - USS Scout (MCM-8)

### Expeditionary Strike Group 3 (COMEXPSTRKGRU three) - Base San Diego, California
- USS John L. Canley (ESB-6)
- Makin Island Amphibious Ready Group
  -  USS Makin Island (LHD-8)
    - Aviation Combat Element: Squadron VMM-161 (REINFORCED) codice YR, equipaggiato con Bell Boeing V-22 Osprey, Sikorsky CH-53 Sea Stallion, Bell UH-1Y Venom, Bell AH-1Z Viper
    -  Squadron VMFA-122, equipaggiato con Lockheed Martin F-35 Lightning II

  - Amphibious Squadron 7 (COMPHIBRON seven) - Base San Diego, California.
  -  USS Anchorage (LPD-23)
  -  USS John P Murtha (LPD-26)
  - 15th Marine Expeditionary Unit (15th MEU), imbarcata sulle unità.
  - Fleet Surgical Team 9 (FLTSURGTEAM nine)
- Essex Amphibious Ready Group
  -  USS Essex (LHD-2)
    - Aviation Combat Element: Squadron VMM-166 (REINFORCED) codice YX, equipaggiato con Bell Boeing V-22 Osprey, McDonnell Douglas-BAe AV-8B Harrier II, Sikorsky CH-53 Sea Stallion, Bell UH-1Y Venom, Bell AH-1Z Viper

  - Amphibious Squadron 1 (COMPHIBRON one) - Base San Diego, California.
    -  USS Portland (LPD-27)
    -  USS Comstock (LSD-45)
    -  USS Pearl Harbor (LSD-52)

  - 13th Marine Expeditionary Unit (13th MEU), imbarcata sulle unità.
  - Fleet Surgical Team 3 (FLTSURGTEAM three)
- Boxer Amphibious Ready Group
  -  USS Boxer (LHD-4)
    - Aviation Combat Element: Squadron VMM-165 (REINFORCED) codice YW, equipaggiato con Bell Boeing V-22 Osprey, Sikorsky CH-53 Sea Stallion, Bell UH-1Y Venom, Bell AH-1Z Viper
    -  Squadron VMFA-225, equipaggiato con Lockheed Martin F-35 Lightning II

  - Amphibious Squadron 5 (COMPHIBRON five) - Base San Diego, California. 
    -  USS Harpers Ferry (LSD-49)
    -  USS Somerset (LPD-25)

  - 11th Marine Expeditionary Unit (11th MEU), imbarcata sulle unità.
  - Fleet Surgical Team 5 (FLTSURGTEAM five)
- Tripoli Amphibious Ready Group
  -  USS Tripoli (LHA-7)
    -  Squadron VMFA-211, equipaggiato con Lockheed Martin F-35 Lightning II

  - Amphibious Squadron 7 (COMPHIBRON seven) - Base San Diego, California.
    -  USS Germantown (LSD-42)
    -  USS Ashland (LSD-48)

  - Fleet Surgical Team 1 (FLTSURGTEAM one)
- Naval Beach Group 1 (COMNAVBEACHGRU One) - Base Coronado, California
  - Assault Craft Unit 1 (ACU One) - Responsabile degli LCU, LCM-8 e MPFUB
  - Assault Craft Unit 5 (ACU Five) - Responsabile degli LCAC
  - Amphibious Construction Battalion One (PHIBCB One)
  - Beachmaster Unit 1 (BMU One)
- Tactical Air Control Group 1 (TACGRU One)
  - Tactical Squadron 11 (TACRON Eleven)

### Littoral Combat Ship Squadron 1 (COMLCSRON one) - Base San Diego, California
- USS Fort Worth (LCS-3)
- USS Jackson (LCS-6)
- USS Montgomery (LCS-8)
- USS Kansas City (LCS-22)
- USS Oakland (LCS-24)
- USS Mobile (LCS-26)
- USS Savannah (LCS-28)
- USS Canberra (LCS-30)
- USS Santa Barbara (LCS-32)
- USS Augusta (LCS-34)

### Littoral Combat Ship Squadron 3 (COMLCSRON three) - Base San Diego, California
- USS Gabrielle Giffords (LCS-10)
- USS Omaha (LCS-12)
- USS Manchester (LCS-14)
- USS Tulsa (LCS-16)
- USS Charleston (LCS-18)
- USS Cincinnati (LCS-20)

### Submarine Squadron 1 (COMSUBRON One) - Base Pearl Harbor, Hawaii
- USS Hawaii (SSN-776)
- USS North Carolina (SSN-777)
- USS Missouri (SSN-780)
- USS Mississippi (SSN-782)
- USS Minnesota (SSN-783)
- USS Illinois (SSN-786)
- USS Vermont (SSN-792)
- USS Oregon (SSN-793)
- USS Montana (SSN-794)

### Submarine Squadron 7 (COMSUBRON Seven) - Base Pearl Harbor, Hawaii
- USS Chicago (SSN-721)
- USS Topeka (SSN-754)
- USS Columbus (SSN-762)
- USS Charlotte (SSN-766)
- USS Tucson (SSN-770)

### Submarine Group 9 (COMSUBGRU Nine) - Base Bangor, Washington
- Submarine Squadron 17 (COMSUBRON Seventeen)
  -  USS Henry M. Jackson (SSBN-730)
  -  USS Alabama (SSBN-731)
  -  USS Nevada (SSBN-733)
  -  USS Pennsylvania (SSBN-735)
  -  USS Kentucky (SSBN-737)
  -  USS Nebraska (SSBN-739)
  -  USS Maine (SSBN-741)
- Submarine Squadron 19 (COMSUBRON Nineteen)
  -  USS Ohio (SSGN-726)
  -  USS Michigan (SSGN-727)
  -  USS Louisiana (SSBN-743)
- Submarine Development Squadron 5 (COMSUBDEVRON Five)
  - USS Seawolf (SSN-21)
  - USS Connecticut (SSN-22)
  - USS Jimmy Carter (SSN-23)
- Submarine Squadron 11 (COMSUBRON Eleven)
  - UNDERSEA RESCUE COMMAND SAN DIEGO
  -  USS Scranton (SSN-756)
  -  USS Alexandria (SSN-757)
  -  USS Santa Fe (SSN-763)
  -  USS Hampton (SSN-767)
  - USS Arco (ARDM-5)
  -  USS Columbia (SSN-771)
  -  USS Greeneville (SSN-772)
  -  USS Cheyenne (SSN-773)

### Task Force 33- Military Sealift Command Pacific (CTF-33)
- Controlla tutte le unità ausiliare di supporto del Military Sealift Command schierate nell'Oceano Pacifico orientale - Base, San Diego, California
  -  USS John Glenn (ESD 2)
  - 3 Petroliere.
    -  USNS Henry J. Kaiser (T-AO 187)
    -  USNS Guadalupe (T-AO 200)
    -  USNS Yukon (T-AO 202)

  - 4 Navi munizioni
    -  USNS Alan Shepard (T-AKE 3)
    -  USNS Carl Brashear (T-AKE 7)
    -  USNS Matthew Perry (T-AKE 9)
    -  USNS Charles Drew (T-AKE 10)

  - 3 Navi Cargo
    -  USNS Bob Hope (T-AKR 300)
    -  USNS Fisher (T-AKR 301)
    -  USNS Benavidez (T-AKR 306)

  - 1 Rimorchiatore oceanico USNS Sioux (T-ATF 171)
  - 1 Nave ospedale USNS Mercy (T-AH 19)
  - 5 Navi supporto guerra speciale
    - SSV MV C-Commando
    - USNS Arrowhead (T-AGSE 4)
    - USNS Eagleview (T-AGSE 3)
    - SSV MV HOS Dominator
    - SSV MV Malama
    - USNS Grasp (T-ARS 51)

  - 1 Piattaforma marina per Radar in banda X (SBX-1)
  -   USNS City of Bismarck (T-EPF 9)